# 군구정촌 편제법
군구정촌 편제법(郡区町村編制法)은 1878년(메이지 11년) 7월 22일 제정된 일본의 지방 제도에 관한 태정관포고이다.
1871년 호적을 관리하기 위해 정·촌을 폐지하고 일률적으로 구를 설치한 대구소구제(일본어: 大区小区制)가 실정에 맞지 않자 다시 정·촌 제도를 되돌린 법령이다. 또한 자유민권운동에 반응하여 각 정촌의 호장(戸長)을 민선으로 하여 지방 자치권을 인정하였다. 한편 상위에 군·구를 두고 그 장(長)을 관선으로 남겨 부락 단위의 지방 공동체의 해체와 중앙집권을 꾀하였으나, 부락 단위의 결집도가 여전히 강하여 이는 큰 효과가 없었다.
이후 1888년 시제(市制)와 정촌제(町村制), 그리고 1890년 부현제(府県制)와 군제(郡制)의 도입에 따라 폐지되었다.